# گلف‌استریم جی۶۵۰
گلف‌استریم جی۶۵۰ (به انگلیسی: Gulfstream G650) یک هواگرد ساختِ کارخانهٔ گلف‌استریم اروسپیس در کشور ایالات متحده آمریکا است که در سال ۲۰۰۸ ساخته شد. این هواگرد برای نخستین بار در ۲۵ نوامبر ۲۰۰۹ میلادی مورد استفاده قرار گرفت.